# Усьценциці
Усьценциці (пол. Uścięcice, нім. Falldorf) — село в Польщі, у гміні Опалениця Новотомиського повіту Великопольського воєводства.
Населення — 467 осіб (2011).
У 1975-1998 роках село належало до Познанського воєводства.

## Демографія
Демографічна структура станом на 31 березня 2011 року:
|          | Загалом | Допрацездатний вік | Працездатний вік | Постпрацездатний вік |
| -------- | ------- | ------------------ | ---------------- | -------------------- |
| Чоловіки | 222     | 49                 | 155              | 18                   |
| Жінки    | 245     | 65                 | 138              | 42                   |
| Разом    | 467     | 114                | 293              | 60                   |